# Hor (berg)
Hor (Hebreeuws: הֹר הָהָר') is de naam van een berg die op twee plaatsen vermeld wordt in de Hebreeuwse Bijbel. De ene vermelding slaat op een berg in de streek van Edom aan de oostelijk kust van de Dode Zee gelegen in het huidige Jordanië, de andere op een berg bij de Middellandse Zee aan de noordelijke grens van het Land van Israël.

## De berg Hor in Edom

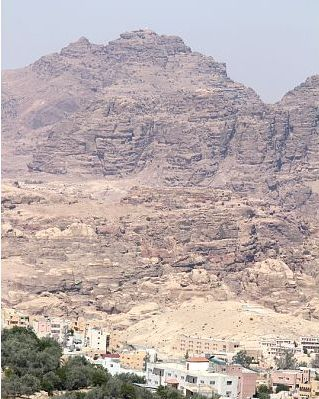
De berg Hor in Jordanië

Deze berg Hor bevindt zich volgens de Hebreeuwse Bijbel "aan de grens van van Edom". Dit zou de plaats zijn waar Aäron is gestorven. De berg wordt vaak geassocieerd met de Jebel Nebi Harun (Arabisch: "Berg van de profeet Aäron"), sinds Flavius Josephus dit voor het eerst schreef in de 1e eeuw. De berg heeft twee toppen, waarvan de hoogste 1457 meter boven de zeespiegel uitsteekt. Boven op de berg staat een klein mausoleum met een opvallende witte koepel, dat men het graf van Aäron noemt.

## De berg Hor aan de noordelijke grens
De andere berg Hor wordt vermeld in Numeri 34:7,8 als de noordelijke grens van het Land van Israël, het gebied dat volgens de Hebreeuwse Bijbel door God aan de Israëlieten werd beloofd.

## Was Hor de berg Sinaï?
Uit vergelijking van Numeri 33:8-10 met Deuteronomium 1:1 blijkt dat de Sinaï tussen de Golf van Akaba en Paran lag. Hieruit zou volgen dat de Sinaï/Horeb in het Seïrgebergte zou moeten liggen of in elk geval niet te ver ten westen ervan. Deuteronomium 33:2 en Rechters 5:4,5 ondersteunen dit. Daarom komen diverse bergen in dit gebergte in aanmerking voor deze identificatie, met name de berg Hor.